# Abdülaziz
Abdülaziz (ur. 8 lub 9 lutego 1830 w Konstantynopolu, zm. 4 czerwca 1876 tamże) – sułtan osmański w latach 1861–1876.

## Życiorys
Abdülaziz rozpoczął rządy w państwie Osmanów 25 czerwca 1861 po śmierci swojego brata Abdülmecida I. Podobnie jak brata, cechowało go głębokie zafascynowanie osiągnięciami Zachodu. Doszedł jednak szybko do przekonania, że jego ortodoksyjne przekonania religijne stają na drodze polityce modernizacji. Pomimo to zdecydował się na kontynuowanie rozpoczętych przez brata reform. Za jego rządów zaczęto rozwijać szkolnictwo powszechne, założono nowy uniwersytet oraz ogłoszone pierwszy osmański kodeks prawa cywilnego. Abdülaziz był pierwszym sułtanem osmańskim, który odbył podróż poza granicę swojego kraju. Odwiedził Wielką Brytanię i Francję, starając się zacieśnić więzy łączące Osmanów z zachodnimi mocarstwami. Jednakże w 1871 zmarli czołowi ministrowie sułtana, czuwający nad wprowadzaniem w życie programu reform. W tym samym roku Francja, główny sojusznik Osmanów, poniosła upokarzającą klęskę w wojnie z Prusami, co podkopało także międzynarodową pozycję Abdülaziza. W jego kraju ciągle dochodziło do lokalnych buntów.
Wszystko to skłoniło go do zmiany polityki i rezygnacji z dalszych reform. Odsunął od siebie dotychczasowych doradców i zaczął sprawować rządy absolutne. Przywrócił zasadom islamu dominującą pozycję w państwie. Kiedy rozwijająca się w Bośni i Hercegowinie rebelia ogarnęła również Bułgarię, sułtan oskarżył Rosję o wspieranie buntowników. Oprócz coraz cięższej sytuacji na Bałkanach, pozycję sułtana skomplikowało powstanie w czerwcu 1865 ruchu młodoosmańskiego, dążącego do obalenia monarchii. Kłopotów przysporzyła mu też klęska nieurodzaju w 1873 oraz głęboki kryzys finansowy państwa. 30 maja 1876 Abdülaziz został zmuszony do abdykacji. W kilka dni później zginął śmiercią samobójczą. Wkrótce pojawiły się pogłoski, a później oskarżenia, że został zamordowany na rozkaz Midhata Paszy, który został za to trzy lata później skazany na śmierć (po ułaskawieniu został jednak tylko wygnany, ale kilka lat później zginął zamordowany przez nieznanych sprawców).